# Педагогически колеж (Добрич)
Педагогическия колеж в Добрич е колеж на Шуменски университет „Епископ Константин Преславски“, той е създаден през 1972 г. и е приемник на Института за детски и начални учители. Разположен е в жилищен комплекс „Добротица“ № 12.
През 2019 г. се връчват дипломи на 147 абсолвенти, от тях 104–ма са професионални бакалаври, а 43–ма магистри.

## Катедри
Педагогическия колеж разполага с 2 катедри, с общо 5 специалности.
Начална и предучилищна педагогика, информатика и математика
- Информатика и информационни технологии
- Начална училищна педагогика и информационни технологии
- Начална училищна педагогика и чужд език (Английски език)
- Предучилищна педагогика и чужд език (Английски език)

Растениевъдство и растителна защита
- Растителна защита